# Villa fuscicostata
Villa fuscicostata är en tvåvingeart som först beskrevs av Macquart 1846.  Villa fuscicostata ingår i släktet Villa och familjen svävflugor. Inga underarter finns listade i Catalogue of Life.